# متروفان بيلاييف
متروفان بيلاييف Mitrofan Petrovich Belyayev (بالروسية Митрофа́н Петро́вич Беля́ев؛ 10/22 فبراير 1836، سانت بطرسبرغ - 22 ديسمبر 1903/ 4 يناير 1904) ناشر موسيقي روسي إمبريالي، ومحب للخير، وصاحب مؤسسة تجارة خشب كبيرة في روسيا. كان أيضا مؤسس دائرة بيلاييف، وهي جمعية للموسيقيين في روسيا تضمن أعضائها نيكولاي ريمسكي كورساكوف والكسندر جلازونوف وأناتولي ليادوف. في عام 1886 الرسام الروسي الهام إيليا ريبين رسم لوحة زيتية لبيلاييف.

## روابط خارجية
- متروفان بيلاييف على موقع ميوزك برينز (الإنجليزية)